# Rolls-Royce Spey
Rolls-Royce Spey (tovární označení RB.163, RB.168 a RB.183) byl jedním z prvních sériově vyráběných dvouproudových motorů na světě. Jde o dvouproudový motor s celkovým obtokem, s nízkým obtokovým poměrem (u prvních verzí byl obtokový poměr 0,64).
Vývoj motoru navázal na konstrukci typu Rolls-Royce Conway (první sériově vyráběný dvouproudový motor na světě). RB.163 Spey měl pokrýt poptávku na trhu po menších motorech — kupř. Conway 540 z letounu Vickers VC10 měl tah 93,41 kN. První motory RB.163 se dostaly do provozu roku 1964 na dopravních letounech BAC 1-11 (One-Eleven) a Hawker Siddeley Trident, později poháněl i letouny Fokker F.28 Fellowship. Uplatnění ovšem posléze nalezl i ve vojenském letectví (v typové řadě RB.168), např. u britské verze Phantomů II (FG.1 a FGR.2), kde nahradil původní americké motory General Electric J79.
Koncept motoru Spey, původně určený pro trh civilních proudových dopravních letadel, byl také použit u různých vojenských letounů a později sloužil jako lodní turbohřídelový motor známý jako Marine Spey. Dále se stal základem pro novou civilní linii motorů - Rolls-Royce RB.183 Tay.
Letecké verze základního modelu Spey nashromáždily přes 50 milionů hodin letového času. V souladu s tradicí firmy Rolls-Royce dostal motor jméno po řece Spey.
Dva motory Rolls-Royce Spey s přídavným spalováním poháněly také rekordní automobil Thrust SSC, který jako první a dosud jediný oficiálně překonal rychlost zvuku.

## Použití
- AMX International AMX
- BAC One-Eleven
- Blackburn Buccaneer
- Fokker F.28
- Grumman Gulfstream II
- Gulfstream III
- Hawker Siddeley Nimrod MR1/R1/MR2/AEW3
- Hawker Siddeley Trident
- McDonnell Douglas Phantom FG1/FGR2
- Xian JH-7

## Specifikace (Spey Mk 202)

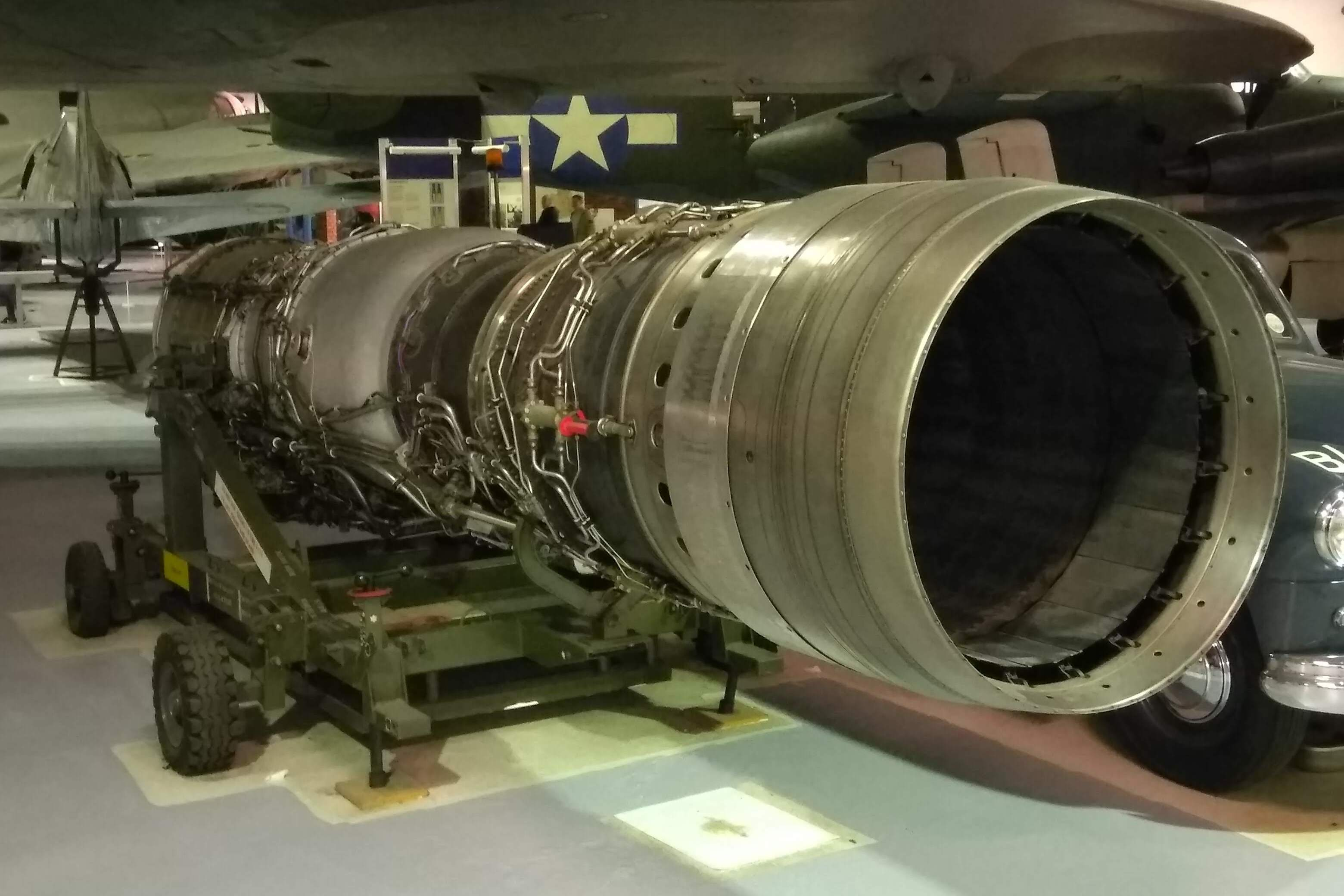
Rolls-Royce Spey Mk 202 v RAF Museum v Londýně

### Technické údaje
- Typ: Dvouhřídelový dvouproudový motor
- Průměr: 1092,2 mm
- Délka: 5204,4 mm
- Hmotnost suchého motoru: 1 856 kg

### Součásti
- Kompresor: axiální, nízkotlaký — 5stupňový, vysokotlaký — 12stupňový
- Spalovací komora: smíšená trubko-prstencová, s deseti plamenci
- Turbína: axiální, dvoustupňová vysokotlaká, dvoustupňová nízkotlaká část

### Výkony
- Maximální tah: 12 250 liber (5556 kp, 54,49 kN), 20 500 liber (9298 kp, 91,19 kN) s přídavným spalováním
- Měrná spotřeba paliva: 1,95 lb/(lbf·h)(forsáž), 0,63 lb/(lbf·h)
- Poměr tah/hmotnost:5:1